# Calvertita
La calvertita és un mineral de la classe dels sulfurs. Rep el seu nom en honor de Lauriston D. Calvert (1924-1993) del Consell Superior d'Investigacions Científiques, d'Ottawa, Canadà.

## Característiques
La calvertita és un sulfur de fórmula química Cu₅Ge0,5S₄. Va ser aprovada com a espècie vàlida per l'Associació Mineralògica Internacional l'any 2006. Cristal·litza en el sistema isomètric. La seva duresa a l'escala de Mohs es troba entre 4 i 5.
Segons la classificació de Nickel-Strunz, la calvertita pertany a «02.CA: Sulfurs metàl·lics, M:S = 1:1 (i similars), amb Cu» juntament amb els següents minerals: covel·lita, klockmannita, spionkopita, yarrowita i nukundamita.

## Formació i jaciments
Va ser descoberta a la mina Tsumeb, al Tsumeb, a la regió d'Otjikoto (Namíbia), en mineral ric en germani oxidat. Es tracta de l'únic indret on ha estat descrita aquesta espècie, on sol trobar-se associada a altres minerals com: calcocita, digenita, djurleïta, goethita, hematites, quars, plata, stolzita i otjisumeïta.